# Coupe de France de cyclisme sur route 2024
Cet article traite uniquement de la compétition masculine. Pour les résultats de la compétition féminine, voir Coupe de France féminine de cyclisme sur route 2024.
Navigation
Coupe de France 2023 Coupe de France 2025
La Coupe de France de cyclisme sur route 2024 est la 33e édition de la Coupe de France de cyclisme sur route. Elle débute le 28 janvier avec le Grand Prix d'ouverture La Marseillaise et se termine le 15 septembre avec le Grand Prix d'Isbergues. 16 manches sont au programme pour l'édition 2024.
Une 17e manche était prévue avec le Tour de Vendée, le 5 octobre, avant son annulation pour des raisons financières.

## Attribution des points

### Classements individuels
Comme depuis 2018, tous les coureurs peuvent marquer des points. Le classement général s'établit par l'addition des points ainsi obtenus. Les coureurs de moins de 25 ans concourent pour le classement du meilleur jeune.
| Position | 1er | 2e | 3e | 4e | 5e | 6e | 7e | 8e | 9e | 10e | 11e | 12e | 13e | 14e | 15e |
| Points   | 50  | 35 | 25 | 20 | 18 | 16 | 14 | 12 | 10 | 8   | 6   | 5   | 3   | 3   | 3   |

### Classement par équipes
Le classement par équipes est établi de la manière suivante. Lors de chaque course, on additionne les places des trois premiers coureurs de chaque équipe. L'équipe avec le total le plus faible reçoit 12 points au classement des équipes, la deuxième équipe en reçoit neuf, la troisième équipe en reçoit huit et ainsi de suite jusqu'à la neuvième équipe qui marque deux points. Seules les équipes françaises marquent des points.
| Position | 1re | 2e | 3e | 4e | 5e | 6e | 7e | 8e | 9e |
| Points   | 12  | 9  | 8  | 7  | 6  | 5  | 4  | 3  | 2  |

## Calendrier
Lors de sa présentation, le calendrier est le suivant :
| \| # \| Date \| Course \| \| -- \| ------------ \| ----------------------------------- \| \| 01 \| 28 janvier \| Grand Prix La Marseillaise \| \| 02 \| 14 mars \| Grand Prix de Denain \| \| 03 \| 16 mars \| Classic Loire-Atlantique \| \| 04 \| 17 mars \| Cholet Agglo Tour \| \| 05 \| 24 mars \| Roue tourangelle \| \| 06 \| 27 mars \| Paris-Camembert \| \| 07 \| 29 mars \| Route Adélie de Vitré \| \| 08 \| 14 avril \| Tour du Doubs \| \| 09 \| 4 mai \| Grand Prix du Morbihan \| \| 10 \| 5 mai \| Tro Bro Leon \| \| 11 \| 11 mai \| Tour du Finistère \| \| 12 \| 12 mai \| Boucles de l'Aulne \| \| 13 \| 29 mai \| Mercan'Tour Classic Alpes-Maritimes \| \| 14 \| 11 août \| Polynormande \| \| 15 \| 8 septembre \| Grand Prix de Fourmies \| \| 16 \| 15 septembre \| Grand Prix d'Isbergues \| \| 17 \| 5 octobre \| Tour de Vendée[3] \| | Localisation des épreuves. |                                     |
| # | Date                       | Course                              |
| 01 | 28 janvier                 | Grand Prix La Marseillaise          |
| 02 | 14 mars                    | Grand Prix de Denain                |
| 03 | 16 mars                    | Classic Loire-Atlantique            |
| 04 | 17 mars                    | Cholet Agglo Tour                   |
| 05 | 24 mars                    | Roue tourangelle                    |
| 06 | 27 mars                    | Paris-Camembert                     |
| 07 | 29 mars                    | Route Adélie de Vitré               |
| 08 | 14 avril                   | Tour du Doubs                       |
| 09 | 4 mai                      | Grand Prix du Morbihan              |
| 10 | 5 mai                      | Tro Bro Leon                        |
| 11 | 11 mai                     | Tour du Finistère                   |
| 12 | 12 mai                     | Boucles de l'Aulne                  |
| 13 | 29 mai                     | Mercan'Tour Classic Alpes-Maritimes |
| 14 | 11 août                    | Polynormande                        |
| 15 | 8 septembre                | Grand Prix de Fourmies              |
| 16 | 15 septembre               | Grand Prix d'Isbergues              |
| 17 | 5 octobre                  | Tour de Vendée                      |

## Résultats
| #  | Date         | Course                                     | Vainqueur        | Équipe                     | Leader du classement individuel | Leader du classement des jeunes | Leader du classement par équipes |
| -- | ------------ | ------------------------------------------ | ---------------- | -------------------------- | ------------------------------- | ------------------------------- | -------------------------------- |
| 01 | 28 janvier   | Grand Prix La Marseillaise (2024)          | Kevin Geniets    | Groupama-FDJ               | Kevin Geniets                   | Alex Baudin                     | Groupama-FDJ                     |
| 02 | 14 mars      | Grand Prix de Denain (2024)                | Jannik Steimle   | Q36.5 Pro Cycling Team     | Jannik Steimle                  | Cériel Desal                    | TotalEnergies                    |
| 03 | 16 mars      | Classic Loire-Atlantique (2024)            | Paul Lapeira     | Decathlon AG2R La Mondiale | Paul Lapeira                    | Paul Lapeira                    | Decathlon AG2R La Mondiale       |
| 04 | 17 mars      | Cholet Agglo Tour (2024)                   | Paul Lapeira     | Decathlon AG2R La Mondiale | Paul Lapeira                    | Paul Lapeira                    | Decathlon AG2R La Mondiale       |
| 05 | 24 mars      | Roue Tourangelle (2024)                    | Jason Tesson     | TotalEnergies              | Paul Lapeira                    | Paul Lapeira                    | Decathlon AG2R La Mondiale       |
| 06 | 27 mars      | Paris-Camembert (2024)                     | Benoît Cosnefroy | Decathlon AG2R La Mondiale | Paul Lapeira                    | Paul Lapeira                    | Decathlon AG2R La Mondiale       |
| 07 | 29 mars      | Route Adélie de Vitré (2024)               | Jenthe Biermans  | Arkéa-B&B Hotels           | Paul Lapeira                    | Paul Lapeira                    | Decathlon AG2R La Mondiale       |
| 08 | 14 avril     | Tour du Doubs (2024)                       | Lenny Martinez   | Groupama-FDJ               | Paul Lapeira                    | Paul Lapeira                    | Decathlon AG2R La Mondiale       |
| 09 | 04 mai       | Grand Prix du Morbihan (2024)              | Benoît Cosnefroy | Decathlon AG2R La Mondiale | Benoît Cosnefroy                | Paul Lapeira                    | Decathlon AG2R La Mondiale       |
| 10 | 05 mai       | Tro Bro Leon (2024)                        | Arnaud De Lie    | Lotto Dstny                | Clément Venturini               | Paul Lapeira                    | Decathlon AG2R La Mondiale       |
| 11 | 11 mai       | Tour du Finistère (2024)                   | Benoît Cosnefroy | Decathlon AG2R La Mondiale | Benoît Cosnefroy                | Paul Lapeira                    | Decathlon AG2R La Mondiale       |
| 12 | 12 mai       | Boucles de l'Aulne (2024)                  | Axel Zingle      | Cofidis                    | Benoît Cosnefroy                | Paul Lapeira                    | Decathlon AG2R La Mondiale       |
| 13 | 29 mai       | Mercan'Tour Classic Alpes-Maritimes (2024) | Lenny Martinez   | Groupama-FDJ               | Benoît Cosnefroy                | Paul Lapeira                    | Decathlon AG2R La Mondiale       |
| 14 | 11 août      | Polynormande (2024)                        | Paul Lapeira     | Decathlon AG2R La Mondiale | Benoît Cosnefroy                | Paul Lapeira                    | Decathlon AG2R La Mondiale       |
| 15 | 08 septembre | Grand Prix de Fourmies (2024)              | Arvid de Kleijn  | Tudor Pro Cycling Team     | Benoît Cosnefroy                | Paul Lapeira                    | Arkéa-B&B Hotels                 |
| 16 | 15 septembre | Grand Prix d'Isbergues (2024)              | Arvid de Kleijn  | Tudor Pro Cycling Team     | Benoît Cosnefroy                | Paul Lapeira                    | Decathlon AG2R La Mondiale       |
| 17 | 05 octobre   | Tour de Vendée                             | annulé           | annulé                     | annulé                          | annulé                          | annulé                           |

## Classement
Le classement final est le suivant : 
| Rang | Coureur            | Score |
| ---- | ------------------ | ----- |
| 1    | Benoît Cosnefroy   | 156   |
| 2    | Paul Lapeira*      | 153   |
| 3    | Clément Venturini  | 122   |
| 4    | Alexandre Delettre | 117   |
| 5    | Axel Zingle        | 105   |
| 6    | Arvid de Kleijn    | 100   |
| 7    | Lenny Martinez*    | 100   |
| 8    | Arnaud De Lie*     | 95    |
| 9    | Gerben Thijssen    | 95    |
| 10   | Jenthe Biermans    | 78    |
| 11   | Tom Van Asbroeck   | 76    |
| 12   | Clément Berthet    | 70    |
| 13   | Jason Tesson       | 66    |
| 14   | Pierre Gautherat   | 65    |
| 15   | Fredrik Dversnes   | 62    |
| 16   | Emmanuel Morin     | 55    |
| 17   | Kevin Geniets      | 50    |
| 18   | Jannik Steimle     | 50    |
| 19   | Guillaume Martin   | 50    |
| 20   | Vincenzo Albanese  | 48    |